# Innerhienthal
Innerhienthal ist ein Gemeindeteil der Gemeinde Feldkirchen im niederbayerischen Landkreis Straubing-Bogen.

## Lage
Der Weiler liegt auf der Gemarkung Mitterharthausen an der Staatsstraße 2141 etwa einen Kilometer südlich vom Ortsrand von Straubing, etwa drei Kilometer nordöstlich von Feldkirchen und ebensoweit westlich von Aiterhofen. Hinzu gerechnet wird auch ein Anwesen auf halber Strecke zwischen dem Weiler und Ehethal mit zwei Wohngebäuden östlich der Staatsstraße.

## Geschichte
Ob sich das 1379 in einer Urkunde von Kloster Windberg erwähnte Hienertal beziehungsweise Huenertal auf Inner- oder das wesentlich weiter südlich liegende Außerhienthal bezieht, ist nicht zu entscheiden. Damals kaufte hier der Straubinger Bürger Liebhart der Schreiber eine Hube.
Innerhienthal gehörte in den Verzeichnissen von 1599, 1752 und 1785 zur Hauptmannschaft, später Obmannschaft Mitterharthausen im Landgericht Straubing. Im Konskriptionsjahr 1752 bestand der Ort aus vier Anwesen, von denen zwei dem Kloster Windberg gehörten. Bei der Gemeindebildung 1818/1821 kam Innerhienthal zur Gemeinde Mitterharthausen. Mit dieser gelangte es 1978 im Zuge der Gebietsreform in Bayern zur Gemeinde Feldkirchen. Kirchlich gehört Innerhienthal zur Pfarrei St. Jakob Straubing.

## Sehenswürdigkeiten
- Filialkirche St. Johannes der Täufer. Der einheitliche Barockbau entstand 1719.